# Дедовичи
Де́довичи — посёлок городского типа в Псковской области России. Административный центр и крупнейший населённый пункт Дедовичского района. Образует городское поселение Дедовичи.

## География
Расположен в 130 км восточнее Пскова в бассейне реки Шелонь. Одноимённая железнодорожная станция на линии Дно — Новосокольники.

## История
В 1501 году на территории, которая находится в черте поселка Дедовичи, находился Никольский погост на Шелони с церковью Святителя Николая. В 1539 году он был переименован в Никольский Высоцкий погост.
По архивным данным (ориентировочно, вторая половина 19-го века) о нём известно следующее: «Высокое было селом и погостом. Относилось к Верхнее-Шелонской волости. В погосте находилась церковно-приходская школа и мелочная лавка».
Современное имя поселка впервые было употреблено 11 сентября 1901 года, когда была построена станция Дедовичи, железной дороги на линии Дно — Новосокольники. Название Дедовичи — по наименованию ближайших деревень (Большой Дедовец и Малый Дедовец).
После Октябрьской революции, во время гражданской войны, станция Дедовичи превратилась в перевалочный пункт, для дезертиров и мешочников из Петрограда. Дезертиры скрывались в лесах, образуя довольно крупные отряды «зеленых». Они, присоединялись к отрядам Булак-Булаховича, сопротивляясь советской власти.
Территория Дедовичского района и непосредственно сам поселок были центром партизанского края в годы Великой Отечественной войны. Здесь родилось семь комиссаров и командиров партизанского движения.
Край насчитывал 400 сел и деревень, население которых жило по советским законам, объединённое в 170 колхозов. В них работали сельсоветы, 53 школы и медпункты. Для восстановления советской власти и организации хозяйства в районах были созданы оргтройки. Центром Края была деревня Круглово, где размещалась дедовичская тройка по восстановлению советской власти в тылу врага.
Партизанский госпиталь находился в деревне Глотово. У партизан была своя лесная типография, выпускавшая газеты и листовки. Авиация доставляла оружие. Самолёты вывезли около тысячи раненых.
Партизанский край называли «колыбелью организованной массовой народной войны». Главная роль его заключалась в том, что он служил военной, политической, экономической и территориальной базой, необходимой для борьбы и самого существования партизан в первый год войны. Он стал «боевым университетом», в котором зрели кадры партизан для многих бригад и отрядов, в том числе и для Прибалтики.
Партизаны вели постоянную разведку, передавали данные частям Советской Армии, уничтожали вражеских солдат и офицеров, карателей, предателей, взрывали мосты и склады с боеприпасами, пускали под откосы эшелоны, громили вражеские гарнизоны.
План генеральной застройки посёлка (50-е годы XX века) выполнен архитектором Б. В. Кленевским.
Важным этапом в послевоенной истории поселка стало утверждение территории на левом берегу реки Шелонь, в качестве площадки для строительства ГРЭС 8 апреля 1965 года.
Статус посёлка городского типа присвоен в 1967 году.
20 августа 1993 года — запуск первого энергоблока Псковской ГРЭС.

## Население
| 1939  | 1959  | 1970  | 1979  | 1989  | 1997    | 2001    | 2002  | 2004  | 2005  | 2006  | 2007  |
| ----- | ----- | ----- | ----- | ----- | ------- | ------- | ----- | ----- | ----- | ----- | ----- |
| 2607  | ↘2604 | ↗3288 | ↗5640 | ↗8240 | ↗10 512 | ↘10 400 | ↘9881 | ↘9696 | ↘9497 | ↘9327 | ↘9152 |
| 2008  | 2009  | 2010  | 2011  | 2012  | 2013    | 2014    | 2015  | 2016  | 2017  | 2018  | 2019  |
| ↘9038 | ↘8918 | ↘8798 | ↘8747 | ↘8443 | ↘8328   | ↘8157   | ↘7974 | ↘7836 | ↘7685 | ↘7461 | ↘7268 |
| 2020  | 2021  |       |       |       |         |         |       |       |       |       |       |
| ↘7076 | ↘6922 |       |       |       |         |         |       |       |       |       |       |

Национальный состав
По итогам переписи населения 2020 года проживали следующие национальности (национальности менее 0,1 % и другое, см. в сноске к строке «Другие»):
| Национальность | Численность, чел. | Доля     |
| -------------- | ----------------- | -------- |
| Русские        | 6431              | 92,91 %  |
| Украинцы       | 91                | 1,31 %   |
| Цыгане         | 53                | 0,77 %   |
| Белорусы       | 48                | 0,69 %   |
| Татары         | 27                | 0,39 %   |
| Азербайджанцы  | 23                | 0,33 %   |
| Молдаване      | 15                | 0,22 %   |
| Другие         | 234               | 3,38 %   |
| Итого          | 6922              | 100,00 % |

## Известные уроженцы, жители
Бакулин, Сергей Михайлович — гвардии младший сержант Вооружённых Сил Российской Федерации, участник антитеррористических операций в период Второй чеченской войны, погиб при исполнении служебных обязанностей во время боя 6-й роты 104-го гвардейского воздушно-десантного полка у высоты 776 в Шатойском районе Чечни.

## Экономика
Среди предприятий посёлка — Псковская ГРЭС. Лесхоз, леспромхоз, швейная фабрика «Славянка-Д», лесоперерабатывающий завод «Судома»
В посёлке планировалось строительство завода по производству белёной химико-термомеханической целлюлозы мощностью 600 тыс. т в год (крупнейшего целлюлозного предприятия на северо-западе России), а также картонной фабрики. Стоимость проекта, который собирались осуществлять компании Andriz AG и Estonian Pulp, оценивалась в 800 млн евро.
14 ноября 2015 года в поселке Дедовичи Псковской области был открыт лесоперерабатывающий завод «Судома» с уникальной для России специализацией по выпуску экологически чистых строительных материалов из древесины. Инвестором проекта выступил холдинг GS Group: общий объём инвестиций в проект составил 1,842 млрд рублей.

## СМИ
Издаётся районная газета «Коммуна»

## В культуре/СМИ
«Русские хакеры: Начало» — 2021 г., реж. Андрей Лошак (1 сезон/1 серия)

## Достопримечательности
В феврале 2024 года в посёлке был открыт музей — филиал Музея обороны и блокады Ленинграда (г. Санкт-Петербург).